# Péninsule de Bomberai
Ne doit pas être confondu avec Péninsule de Doberai.
La péninsule de Bomberai est une péninsule de la Nouvelle-Guinée, située dans la partie occidentale de l'île, dans la province indonésienne de Papouasie occidentale, au sud de la péninsule de Doberai.
À l'ouest de la péninsule se trouve le golfe de Sebakor et au sud, le golfe de Kamrau.
L'île de Sabuda se trouve au large de la pointe de la péninsule, dont elle est séparée par les détroits de Berau et Bintuni.